# Ligamentum cricothyroideum laterale

A gége szalagjai

A ligamentum cricothyroideum laterale, más néven conus elasticus egy 5 mm hosszú és 5 mm széles szalag a gyűrűporc (cartilago cricoidea) és a légcső (trachea) első gyűrűje között. Kettő van belőle.

## Topográfia
A membrana cricovocalison belül található, és a ligamentum vestibularéhez hasonlóan a kannaporctól a pajzsporcig tart, azonban a gyűrűporcot is követi, amelynek alsó szélén vékony szalagként ered.:14 Felfelé vastagodva a ligamentum vocalével is érintkezik.
A hangszalagok szerkezetének része, megvastagodott felső széle alkotja a valós hangszalagot.